# Théâtre des Funambules

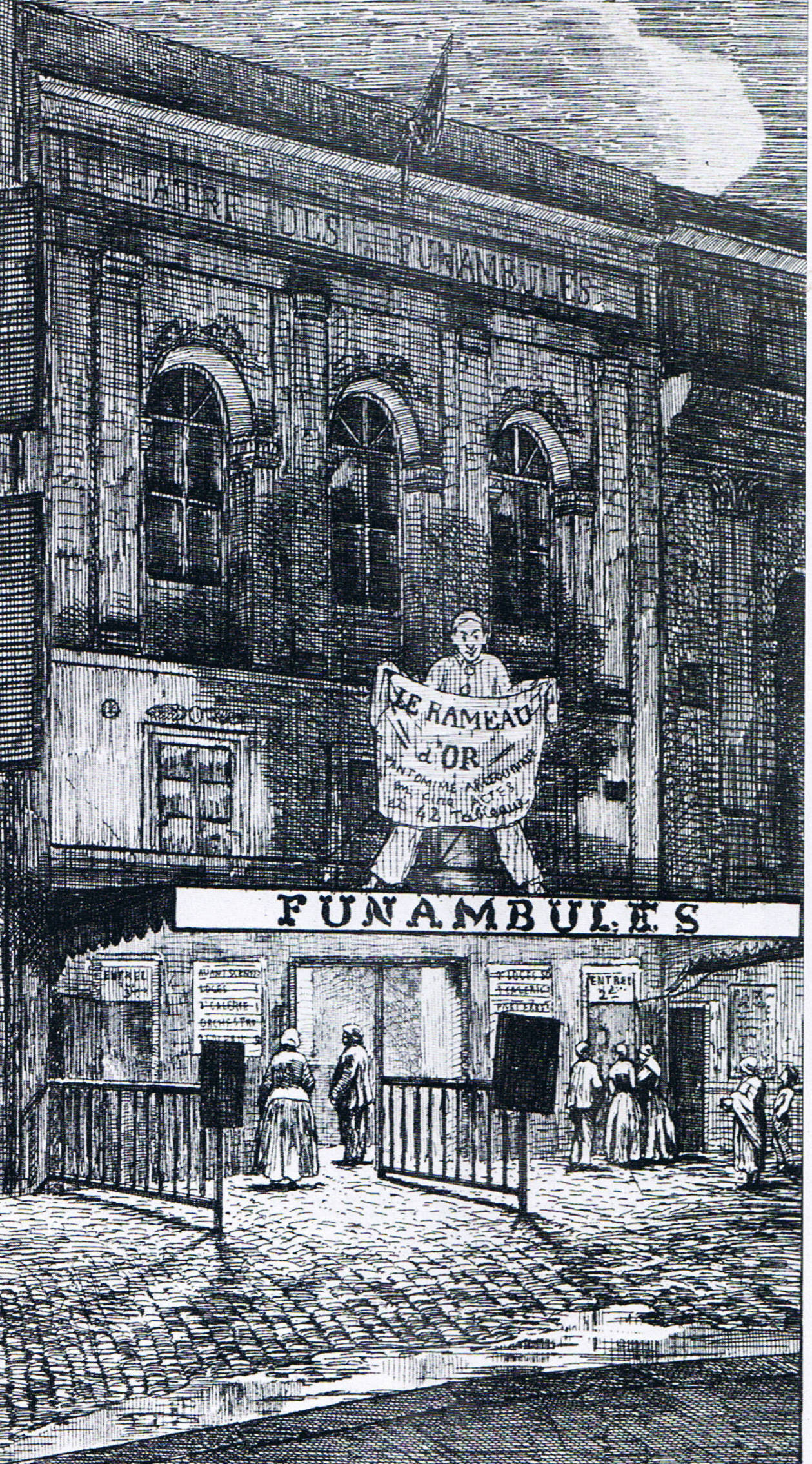
Das Théâtre des Funambules im letzten Jahr seiner Existenz 1862. Angekündigt wird eine Pantomime in 42 Bildern.

Das Théâtre des Funambules (französisch für „Theater der Seiltänzer“) war ein historisches Theater am Boulevard du Temple in Paris, das von 1816 bis 1862 bestand. 

## Lage und Spielplan
Das aus Holz erbaute Theater war mit immerhin 500 Plätzen zu Beginn eines der kleinsten in der Reihe der Boulevardtheater am Pariser Boulevard du Temple. Es stand an der Ostseite und schloss sich direkt an das Théâtre de la Gaîté an. Im Jahr der Eröffnung 1816 wurde der Akrobat Philippe Deburau mit seiner Familie an das Theater verpflichtet. Dem Theater war ein Ausrufer vor dem Haus, aber keine Sprache auf der Bühne gestattet. Es musste sich also auf die Darbietung von Kunststücken und Pantomimen beschränken. Auch der berühmte Melodram-Darsteller Frédérick Lemaître trat in seinen frühen Jahren in diesem Theater auf.

## Legendenbildung seit den 1830er-Jahren
Der Kritiker Jules Janin entdeckte das Theater in den 1830er-Jahren, als nach der Schlacht um Hernani die französische Romantik gesiegt hatte und eine Neuorientierung der Pariser Theaterwelt stattfand, in der das Grobe und Volkstümliche als besonders Poetisches geschätzt wurde. So wurde Philippe Deburaus Sohn Jean-Gaspard Deburau, der als Akrobat nicht besonders begabt war, mit Janins Unterstützung als melancholisch-ätherischer Pierrot zu einem weltberühmten Darsteller der Pantomime. 

## Abriss
Wie die übrigen Theater an der Nordseite der Straße wurde das Gebäude 1862 im Zuge der Umgestaltung des Boulevards und des Place de la République abgerissen. Für den Film Kinder des Olymp (1943/45) von Marcel Carné wurde das Théâtre des Funambules – ebenso wie der ganze Straßenzug – rekonstruiert.